# 伦敦经济会议
倫敦經濟會議（London Economic Conference，或譯倫敦世界經濟會議、倫敦國際經濟會議），1933年6月在英國倫敦的地質博物館召開，匯集了來自66個國家的與會者，商討如何應付全球經濟衰退，振興國際貿易，以及穩定國際貨幣。可是在會議召開之前，當時正乘遊艇在北太平洋度假的美國總統富兰克林·德拉诺·罗斯福，向倫敦發出無線電報，對於會議希望找出穩定貨幣的方案表達反感，同時間接宣佈美國將不參加該會議的協商。代表白银利益集团的美国参议员毕德门作为美国代表参加会议，成功推动推动8国签订《伦敦白银协定》。

## 事件背景
第一次世界大戰結束後，世界經濟崩盤，惟獨美國不受影響，使得世人都相信美國將會是下一個世界霸權。此次會議的進程是6大主要國代表1932年在日內瓦商討後擬出的。進程中強調，各國政府間的債務應該儘早解決，以免成為各國從大蕭條復甦過程中的絆腳石。
歐洲相信「解決債務對全世界是件好事」，而美國眾專家如參議員威廉·博拉認為「世界當前的難題是因為那場世界大戰、是因為歐洲堅持要維持龐大的軍備、是因為資金管理不當」。因此他不願意讓歐洲債務國暫緩、減少或取消債務償還，「讓他們之後可以推行一個已經讓全世界陷入這般田地的計畫」。

## 美國的前後矛盾
罗斯福總統在就職的隔天，頒布了1933年緊急銀行法，讓所有期望美國能繼續奉行金本位制度的人希望破滅。在頒布該法令的同時，罗斯福總統也宣佈通過第12711号总统令禁止黃金的出口。從此，美國貨幣流通量不再被金本位制度束縛。之後，罗斯福總統在5月簽署了埃尔默·托马斯的1933年農業調整法，該法令需要總統「通過印製紙鈔來推動適度通貨膨脹」。
罗斯福在他1933年的就職演說中告訴大家：「我將不遺余力，通過國際經濟重整來恢復世界貿易，但是我們自家門前的危急狀況不能排在世界貿易狀況之後」，直接了當地讓倫敦經濟會議的與會者知道，若他國擬定的經濟復甦計劃不利於美國，他將全面抗拒。
倫敦經濟會議的美國代表團由罗斯福的國務卿科德尔·赫尔率領。罗斯福原先命赫尔不得參與任何關於穩定貨幣的協商。但是，就在會議召開之際，罗斯福改變初衷，想要通過操控貨幣來提高物價。於是他派了兩名美國金融專才奥利弗·斯普拉格（Oliver Sprague）和詹姆斯·华宝（James Paul Warburg）去與英法兩國的金融代表通過非正式管道討論穩定貨幣方案課題。

## 罗斯福的否決
當倫敦經濟會議在1933年6月12日召開，所有人的目光都落在場外的穩定貨幣非正式三方會談。到了6月15日，美國的非正式代表已經和英格蘭銀行的蒙塔古·诺曼以及法蘭西銀行的克莱门特·莫内（Clement Moret）一起擬好了一份暫時性穩定計畫。
縱然官方努力保密，計畫內容卻在正式發官方新聞稿前曝光。美國股市與期貨市場應聲暴跌，美元匯率扶搖直上。
雖然罗斯福曾考慮改變他的美元兌英鎊中位匯率通貨外交政策，但是他最終決定不和任何國家達成任何短期或長期的貨幣協議。
6月17日，由於擔心英法兩國會要求操控他們自己的通貨匯率，罗斯福否決了美國代表與英法代表所達成的協議。縱使美國代表一再強調協議是暫時性的，並且充滿允許美國日後反悔的有利條文；他們的努力嘗試說服最終還是沒有改變罗斯福的決定。
罗斯福否決協議的決定引發了英法兩國以及美國國內的國際主義者廣泛的批評聲浪。英國首相拉姆齊·麥克唐納表示擔心「罗斯福的決定將破壞經濟會議的成果」。法國幣制調查委員會特派報告員乔治·博内（Georges Bonnet）則據說因此而「氣炸了」。
政治評論員斷定罗斯福最終做出否決協議的決定，主要原因是美國的經濟民族主義。而美國的這項決定也間接導致倫敦經濟會議的徹底失敗。

## 外部連結
- . 時代雜誌. 1933-06-19  [2009-12-21]. （原始内容存档于2009-12-25）.
- 赫伯特·乔治·威尔斯在他1933年的預言式小說 《未来互联网纾（英语：The Shape of Things to Come）'》詳細描述了此次經濟會議，取笑各個與會者的無能與笨拙，也同時表達了作者對於會議失敗的深切失望，並且反思了會議失敗後可能出現的嚴重後果。這一切都在作者給有關章節所起的標題可看出來：《倫敦會議：舊時代政府的偉大失敗；獨裁主義與法西斯主義的蔓延》（"The London Conference: the Crowning Failure of the Old Governments; The Spread of Dictatorships and Fascisms"）。